# Особняк И. И. Некрасова
Особняк И. И. Некрасова — здание-достопримечательность в Москве. Особняк с флигелем и оградой храняется как объект культурного наследия России регионального значения, само здание — как объект федерального значения.

## История

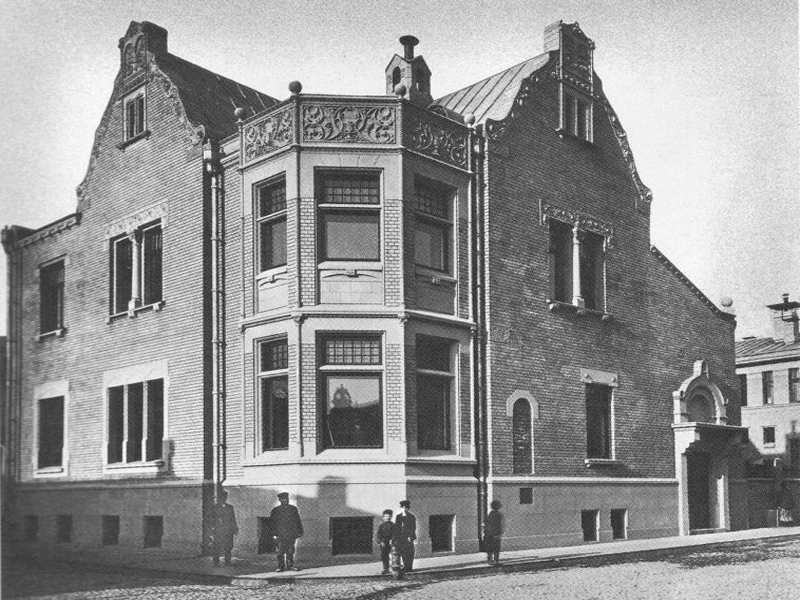
Особняк И. И. Некрасова в начале XX века

В 1906 году построен дом по заказу Ивана Игнатьевича Некрасова, сибирского золотопромышленника, по проекту архитектора Романа Ивановича Клейна. После революции 1917 года дом был национализирован.
Во времена СССР в особняке располагалась резиденция посла Испании. В настоящее время (2015 год) помещение занимает посольство Чили.
18 апреля 2014 года было открыто для экскурсий.

## Архитектура
Дом относится к направлению эклектика и выдержан в стиле неоготика, больше относится к викторианской архитектуре. Внешне особняк выглядит как замок. Полукруглый эркер, в котором расположены окна гостиных, находится на углу и сводит два фасада. Данный эркер подобен угловому балкону. Фронтоны боковых фасадов переходят в щипцы, также там находятся мансарды. Их окна — неширокие, а устроены по типу бойниц. Парадная лестница имеет готические своды. Со стороны двора имеется вход на второй этаж из полуподвального этажа. В здании есть лифт, который переносит пищу из полуподвала в столовую, располагающуюся на первом этаже.